# László Harka
László Harka, madžarski rokometaš, * 23. november 1945, Békésszentandrás.
Leta 1972 je na poletnih olimpijskih igrah v Münchnu v sestavi madžarske rokometne reprezentance osvojil osmo mesto.